# Kitz (serie de televisión)
Kitz es una serie de televisión web alemana escrita por Nikolaus Schulz-Dornburg y estrenada el 30 de diciembre de 2021 en Netflix.

## Premisa
Al buscar vengarse, Lisi Madlmeyer (Sofie Eifertinger), una camarera 19 años de Kitzbühel intenta unirse al grupo de amigos de la acaudalada influencer Vanessa von Höhenfeldt (Valerie Huber), a quien acusa de provocar indirectamente la muerte de su hermano.

## Reparto

### Principales
- Sofie Eifertinger como Lisi Madlmeyer
- Bless Amada como Dominik Reid
- Valerie Huber como Vanessa von Höhenfeldt
- Zoran Pingel como Kosh Ziervogel
- Ben Felipe como Hans Gassner

### Secundarios
- Felix Mayr como Joseph Madlmeyer
- Souhalia Amade como Antonia
- Alexander Baida como Basto
- Krista Tcherneva como Pippa
- Tatjana Alexander como Mitzi Madlmeyer
- Johannes Zeiler como Georg Madlmeyer
- Florence Kasumba como Regine Forsell
- Andreas Pietschmann como Conny Breidenbacher
- Steffen Wink como Ferdinand von Höhenfeldt
- Nadeshda Brennicke como Claire von Höhenfeldt
- Simone Fuith como Helma Gassner
- Wolf Bachofner como Arnold Gassner
- Tyron Ricketts como Kingsley Reid
- Marlene Burow como Patrizia von Höhenfeldt

## Producción
El rodaje se llevó a cabo en Kitzbühel y Berchtesgaden entre el 2 de noviembre de 2020 y el 1 de marzo de 2021. Para la serie se utilizaron el Kempinski Hotel Berchtesgaden, el Hotel Klosterhof Bayerisch Gmain y el cementerio de Schönau am Königssee.
La serie fue producida por la productora alemana Odeon Fiction. La producción contó con el apoyo de FilmFernsehFonds Bayern, el German Motion Picture Fund, la Comisión de CIne de Tirol y la Medien- und Filmgesellschaft Baden-Württemberg.
El rodaje Kitzbühel se realizó durante un confinamiento debido a la pandemia de COVID-19. A Valerie Huber, se le permitió filmar una escena de esquí ella misma, los otros actores fueron duplicados para los descensos en las pistas por razones de seguridad.

## Episodios
| N.º | Título         | Dirigido por                | Fecha de lanzamiento original |
| --- | -------------- | --------------------------- | ----------------------------- |
| 1   | «Countdown»    | Maurice Huebner             | 30 de diciembre de 2021       |
| 2   | «Mausefalle»   | Maurice Hübner              | 30 de diciembre de 2021       |
| 3   | «Aus der Spur» | Maurice Hübner              | 30 de diciembre de 2021       |
| 4   | «Tauwetter»    | Maurice Hübner & Lea Becker | 30 de diciembre de 2021       |
| 5   | «Lawinen»      | Lea Becker & Maurice Hübner | 30 de diciembre de 2021       |
| 6   | «Asche»        | Lea Becker & Maurice Hübner | 30 de diciembre de 2021       |

## Recepción
Katrin Nussmayr del periódico Die Presse comentóː «Es de notar que los creadores de series alemanas no parecen estar interesados en el color local auténtico en ningún momento. El núcleo de la trama son los conflictos dramáticamente cargados entre los habitantes de un pueblo de montaña y los ricos huéspedes que invaden allí cada invierno. Esto se cuenta con la mayor densidad posible de clichés y arbitrariedades. Comienza con el idioma: ya sea de la clase media tirolesa o de la alta sociedad de Munich, todos los personajes hablan alemán con grotescas salpicaduras de inglés». Agregó que la serie «glorifica el estilo de vida decadente de los “niños ricos”»
Christopher Diekhaus le otorgó dos estrellas de cinco en Wishlist.de y criticó la serie alegando que los personajes tienen una apariencia «ridículamente caricaturizada, especialmente a través de su preferencia por anglicismos supuestamente geniales. Incluso el público joven objetivo puede encontrar esto un poco excesivo». Torsten Zarges, por otro lado, comentó en DWDL.de que la serie hizo un gran trabajo en términos de diversidad y conflictos sociales; y afirmó que lo convierte en una narrativa de transmisión contemporánea para un grupo objetivo internacional de jóvenes, lamentando que se omita gran parte del sabor local. Asimismo, escribió que, en términos de narración, Kitz es más Elite o Gossip Girl que The White Lotus.
Elisa von Hof del portal Spiegel.de opinó que la serie se contó de manera acelerada, y comentóː «No se cuenta de manera compleja, impredecible o autocrítica. Pero eso es exactamente lo que la serie hace bastante bien». Por su parte, Philipp Emberger dice en fm4.orf.at que «En la concepción, los showrunners probablemente apuntaron a la tensión entre los ricos y la población local. Interesante idea que, lamentablemente, solo está enterrada bajo un glamour barato».